# HD 111597
HD 111597，又名CD-33 8653，SAO 203863、HR 4874，是一颗恒星，视星等为4.91，位于銀經302.75，銀緯28.87，其B1900.0坐标为赤經12h 45m 15.5s，赤緯-33° 28.87′ 15″。